# SMS Novara
Az SMS Novara az Osztrák–Magyar Monarchia haditengerészetének Helgoland-osztályú gyorscirkálója, valamint vitéz nagybányai Horthy Miklós zászlóshajója volt 1915 és 1918 között. Testvérhajói az SMS Admiral Spaun, az SMS Saida és az SMS Helgoland voltak. Építése 1912-ben kezdődött el és 1915. január 10-én állt hadrendbe. Horthy Miklós parancsnoksága alatt számos sikeres bevetésen vett részt az első világháborúban. Az Osztrák–Magyar Monarchia összeomlása után Franciaországnak ítélték hadizsákmányként, ahol egy ideig iskolahajóként működött, majd 1941-ben szétbontották.

## Építése
A gyorscirkáló építése 1912. február 9-én kezdődött el a fiumei Ganz és társa Danubius Gép-, Wagon és Hajógyárban és 1913. február 15-én került sor a vízre bocsátására. 1914 decemberére készült el teljesen, és 1915. január 10-én állt hadrendbe a Császári és Királyi Haditengerészet egyik leggyorsabb hajójaként. A Novara (Admiral Spaun) osztály tervezési sebessége 25 csomó volt, de a Novara és a Helgoland rövid időre jóval 30 csomó feletti sebességre is képes volt. A Saida lassabb volt a másik két hajónál. A Novara nevét arról az olasz városról kapta, ahol 1849. március 23-án az osztrák csapatok legyőzték az olasz szabadságharcosokat.

## Bevetései
1914-ben Horthy Miklós sorhajókapitány a korszerűtlennek számító SMS Habsburg parancsnokaként mindent megtett, hogy a még építés alatt álló SMS Novara gyorscirkáló parancsnokságát megkapja. A hadihajó 1915. január 10-én állt szolgálatba. Horthy a parancsnokság átvétele után elkezdte az üzemi próbákat és elvégezte a próbajáratokat. Ezek során gyakoriak voltak a géphibák, melyek javításra kerültek.
Az első komoly harcfeladatra az első világháború második évében került sor. 1915. április 30-án Horthy azt a feladatot kapta, hogy az SMS Novarával vontasson egy UB-8-as tengeralattjárót Sapienza szigetéig, ennek sikeres megvalósítása esetén pedig segítse a tengeralattjárót a kiszabott feladata végrehajtásában. A Novara május 2-án hagyta el a pólai kikötőt. A feladat titkos volt, és a hadihajó útvonala az Otrantói-szoroson keresztül vezetett. A szoroson való átjutást az antant flottájára való tekintettel az éjszaka folyamán kellett megkísérelni. Az UB-8-as tengeralattjáró lekapcsolására május 6-án került sor, majd az SMS Novara visszafordult Póla irányába, amikor a közelben tartózkodó francia rombolók felfedezték. Az osztrák-magyar cirkáló azonban nagyobb sebességének köszönhetően elszakadt az üldözőitől és feladata sikeres végrehajtása után gond nélkül tért vissza a támaszpontjára.
1915. május 23-án Olaszország hadat üzent az Osztrák–Magyar Monarchiának. Még aznap éjjel kifutott a Császári és Királyi Haditengerészet 13 hadihajója, amik támadást indítottak az olasz partok ellen, az olasz hadihajók felvonulásának, valamint a part menti vasútvonal használatának megzavarása céljából. Horthy az éjszaka folyamán az SMS Novarával, egy rombolóval és négy torpedónaszáddal a legészakibb célpontot, Ravenna egyik kikötőjét, Porto Corsinit támadta, melynek során az osztrák-magyar egységek össztűz alá vették a partokat. Az ütközet során az SMS Novara és az egyik torpedónaszád is megsérült. Az összecsapás során a torpedótiszt, Emil Persich von Köstenheim sorhajóhadnagy és négy tengerész hősi halált halt. Egyikük a magyar nemzetiségű Szemere Antal volt. Emellett három személy súlyos, hét pedig könnyebb sérülést szenvedett. Egyikük a manővertiszt, Dürrigl Róbert fregatthadnagy volt. Ehhez viszonyítva az olasz fél veszteségei legalább hússzorosak voltak. Másnap visszatértek Pólába, ahol a sérüléseket rövidesen kijavították.
Az Olasz Királyi Haditengerészet, a Regia Marina egységei 1915 júniusának első napjaiban ismét támadást indítottak, melyet a Császári és Királyi Haditengerészet válasza követett. Június 17-én, a délutáni órákban az SMS Novara és az SMS Admiral Spaun néhány hadihajó és torpedónaszád kíséretében elhagyta a pólai támaszpontot az olasz partok irányában. Torpedóik segítségével több, kisebb méretű ellenséges gőzöst és hajót sikerült elsüllyeszteniük, ezt követően pedig visszatértek a kikötőbe. A következő napon, hazatérőben a Novara-csoport aknamezőre bukkant az Isztriai-félszigettől nyugati irányban.
1915 végén az antant vezetői a szerb csapatok evakuálása céljából az albán Shëngjin, Durrës és Vlora kikötőit jelölték ki. A Császári és Királyi Haditengerészet egységei decemberben támadást intéztek ezen kikötők ellen. December 4-ről 5-re virradóra az SMS Pandúr, az SMS Huszár, az SMS Turul, az SMS Novara, az SMS Warasdiner a 61T, a 66F és a 67F torpedónaszádok kíséretében kifutott a cattarói kikötőből. Parancsnoknak Horthy Miklóst jelölték ki. Az osztrák-magyar kötelék a hajnali órákban ért Shëngjin elé. Ott azonnal támadást intéztek a kikötő ellen és az ott horgonyzó hajókat a személyzet partra menekülése után elsüllyesztették. A veszteséglista a következő volt: 4 gőzös, 10 nagy vitorlás és 5 kisebb szállítóhajó. Mindegyik egység hadianyaggal volt megrakva. Ennek megsemmisítése pótolhatatlan veszteséget jelentett Montenegró számára és negatív hatással volt a hadsereg ellenállására is. A parti ütegekkel való összecsapás során az SMS Novara találatot kapott, melynek következtében Szalay Péter negyedesmester hősi halált halt, az egyik fűtő pedig könnyebb sérüléseket szenvedett.
December 18-án az SMS Novara a kapott utasításnak megfelelően újból kifutott a kikötőből és elfoglalta kijelölt pozícióját a Vlora-Brindisi vonalon. A következő napon azonban visszatért a cattarói bázisra. December 30-án pedig öt torpedónaszád kíséretében kihajózott az Otrantói-szorosig, ahol azonban összecsapásra nem került sor.
1916-ban az antant az Otrantói-szorosban tengerzárat hozott létre. Ennek célja a Császári és Királyi Haditengerészet hadihajóinak, valamint az osztrák-magyar és a német tengeralattjárók áthaladásának megakadályozása, korlátozása volt. Ettől kezdve több alkalommal is támadást indítottak a tengerzár ellen, melyben a Novara is részt vett. Július 8-án és 9-én is ilyen összecsapásra került sor, de látványos eredményt nem sikerült elérni.
Az SMS Novara legjelentősebb bevetésére 1917. május 15-én került sor az otrantói csatában, mely a Földközi-tenger legnagyobb tengeri ütközete lett. A Császári és Királyi Haditengerészet élére kerülő Maximilian Njegovan tengernagy felkarolta Horthy Miklós ötletét az otrantói tengerzár felszámolását illetően. A támadásra a legkorszerűbb és leggyorsabb hadihajókat, az SMS Novara, az SMS Helgoland és az SMS Saida cirkálókat, valamint az SMS Balaton és az SMS Csepel rombolókat jelölték ki. Az osztrák-magyar kötelék parancsnoka, a haditervet kidolgozó Horthy Miklós lett. Az akció igazi nehézséget nem a tengerzárat alkotó, tengeralattjárók ellen hálókat vontató, alig felfegyverzett gőzösök elleni támadás, hanem az ellenséges antant hajók jelenléte jelentette. Ezek az egységek nagyobb erőt képviseltek, mint az egész osztrák-magyar hadiflotta. Az ütközetben részt vett még két osztrák-magyar és egy német tengeralattjáró is. Emellett jelen volt több, a K.u.K. haditengerészetnél szolgálatot ellátó repülőgép is. Fedezetként a cattarói kikötőben levő egységek szolgáltak.
Az SMS Novara és társai 1917. május 14-én, az esti órákban, két csoportban hajóztak ki a Cattarói-öbölből. A haditerv szerint az otrantói tengerzárat őrző hajók megsemmisítése után az Albánia déli részén található Linguette-foknál egyesítették volna erőiket, majd együtt tértek volna vissza a kikötőbe. Az SMS Csepel és az SMS Balaton rombolók egy teherkonvojra bukkantak, amelyet olasz romboló kíséretével együtt elsüllyesztették. Közben a Novara, a Helgoland és a Saida cirkálók sikeres támadást indítottak a tengerzárat alkotó hajók ellen. Ezt követően a két romboló a három osztrák-magyar cirkáló felé vette az irányt, a biztonságos visszavonulás és az erők egyesítése céljából. Ekkor azonban észak felől támadás érte őket, melyet két brit cirkáló és öt olasz romboló kezdeményezett. A két romboló gyorsan visszahajózott Cattaróba. Az antant egységei így a két romboló segítségére érkező Horthy Miklós és cirkálói ellen indítottak támadást. Horthy erősítést kért, mivel az ellenfél több mint háromszoros túlerőben volt, valamint hajóágyúik nagyobb lőtávolsággal rendelkeztek. Erre való tekintettel Horthy mesterséges köd alkalmazásával közelebb került az ellenséges hadihajókhoz és támadást indított. A kialakuló tűzpárbajban mind Horthy, mind az SMS Novara megsérült. Horthy hordágyról tovább irányította a tengeri csatát. Az SMS Novara géptermét is találat érte, majd rövid időn belül mozgásképtelen lett. A három osztrák-magyar cirkáló azonban kitartott, az antant erői pedig az érkező erősítés hatására elmenekültek. Az otrantói csata a Császári és Királyi Haditengerészet legnagyobb sikere volt a háború során, mely során viszonylag kis veszteséget elszenvedve aratott fényes győzelmet. Ennek hatására az otrantói tengerzár az éjszakai órákban gyengébbé vált, mivel az őrjáratozó gőzösök nem közlekedtek. IV. Károly 1918. március 1-jén előléptette Horthyt ellentengernaggyá és kinevezte a Császári és Királyi Haditengerészet flottájának főparancsnokává.

## Sorsa
Az Osztrák–Magyar Monarchia összeomlását követően az SMS Novarát a győztes tengerészeti döntőbizottság Franciaországnak ítélte, ahol egy ideig Thionville néven iskolahajóként működött, majd 1941-ben szétbontották.

## Emlékezete
1917-ben emlékérmet bocsátottak ki Horthy és a Novara tiszteletére. Az érem előlapján, a perem széle mentén német nyelvű felirat található: NIKOLAUS V. HORTHY, KOMM. S. M. S. NOVARA
Magyar fordításban ez a következőt jelenti: Horthy Miklós, Őfelsége hajójának, a Novarának parancsnoka. Középen, kiemelkedve Horthy Miklós tengerész díszegyenruhába öltözött, jobb oldali irányba forduló mellképe látható. Mellette az érem tervezőjének neve (Szász) és az 1917-es évszám található.
Az érem hátlapján, a perem széle mentén szalaggal átkötött babérág található, melynek szélessége 6 mm. Az érem felső részén, egy lefelé ívelő szalagon az "S. M. S. NOVARA" felirat van bevésve. Jelentése: Őfelsége hajója, a Novara. Ez alatt, középen található a Novara cirkáló képe. A hajót hullámok veszik körbe. Alatta pedig négy sorban a Novara győztes csatáinak helye és időpontja található. Ezek:
"Porto Corsini, 1915. V. 24.
San Giovanni Di Medua. XII. 5.
Otranto. 1916. VII. 9.
et 1917. V. 15."
Az érem anyaga ezüstöt vagy hadifémet tartalmazott. Előbbi valószínűleg a tisztikar, utóbbi pedig a legénység részére. Adományozása a parancsnok részéről történt, vagy az érintett személy maga vásárolta meg.
Az ezüstből készült érem átmérője 37,5 mm, vastagsága 3 mm, tömege pedig 20 gramm volt. A hadifémből készült érem átmérője 38 mm, vastagsága 2,5 mm, tömege 12 gramm volt.
Mivel az érem fül nélkül készült, így egyenruhán való viselésre alkalmatlan volt és inkább az emléktárgy szerepét töltötte be. A kibocsátott érmek példányszámáról nem maradt fenn pontos adat.
1937-ben Budapesten került sor a haditengerészek emlékművének felállítására. Ennek alapzata hasáb formájú volt, ebből pedig a hullámokat szelő SMS Novara orra nyúlt ki.
2008-ban megalakult az SMS Novara nevű magyar rockzenekar, melyet a cirkálóról neveztek el a banda tagjai.